# المچوئل
المچوئل (به اسپانیایی: Almochuel) یک شهرستان در اسپانیا است که در استان ساراگوسا واقع شده‌است.